# Treculia cuneifolius
Treculia cuneifolius là một loài thực vật có hoa trong họ Moraceae. Loài này được Engl. miêu tả khoa học đầu tiên.